# تيم جادج
تيم جادج (بالإنجليزية: Tim Judge)‏ هو دراج أمريكي، ولد في 8 يوليو 1964 في ميامي في الولايات المتحدة.